# Góra (Drohiczany)
Góra – część wsi Drohiczany w Polsce położona w województwie lubelskim, w powiecie hrubieszowskim, w gminie Uchanie.
W latach 1975–1998 Góra administracyjnie należała do województwa zamojskiego.